# Encyclia bracteata
Encyclia bracteata é uma espécie epífita pendente que possui pseudobulbos periformes e cônicos de um centímetro de altura e são densamente agrupadas, encimados por folha estreita, coriácea e caniculada de vinte centímetros de comprimento. Haste floral com alguns botões que se abrem sucessivamente, um após o outro. Flor de um centímetro de diâmetro com pétalas e sépalas amarelo-esverdeadas pintalgadas de lilás-bronzeado. Labelo trilobado branco com lóbulo central de cor lilás viva. É muito perfumada e de fácil cultura em placas de madeira. Vegeta no litoral baiano e floresce no inverno.